# Mormodes rosea
Mormodes rosea är en orkidéart som beskrevs av João Barbosa Rodrigues. Mormodes rosea ingår i släktet Mormodes och familjen orkidéer. Inga underarter finns listade i Catalogue of Life.